# Petalocephala bazarakana
Petalocephala bazarakana är en insektsart som beskrevs av Dlabola 1957. Petalocephala bazarakana ingår i släktet Petalocephala och familjen dvärgstritar. Inga underarter finns listade i Catalogue of Life.